# Костянтинівський вугільний розріз
Костянтинівський вугільний розріз — недіючий вугільний кар'єр в Олександрійському районі Кіровоградської області, поблизу сіл Березівка і Ягідне. Працював із 1987 по 2010 рік. Належав компанії «Олександріявугілля». Після закриття кар'єр заповнився ґрунтовими водами.

## Розташування та опис
Костянтинівський вугільний розріз лежить на північ від залізниці між станціями Лікарівка та Користівка, поблизу сіл Березівка і Ягідне.
Являє собою затоплений ґрунтовими водами кар'єр із островом посередині.

## Історія
Костянтинівський вугільний розріз був уведений в експлуатацію в 1987 році та був наймолодшим розрізом ДХК «Олександріявугілля».
За кращих часів тут добували понад мільйон тон вугілля в рік.
Після розпаду СРСР на підприємстві почалася криза, чисельність персоналу ДХК «Олександріявугілля» була суттєво скорочена. У 2010 році Костянтинівський розріз залишався єдиним діючим вугледобувним підприємством Олександрівського буровугільного комплексу, але в тому ж році він припинив роботу.

## Сучасність
Хоча після закриття й були спроби відновити видобуток вугілля в кар'єрі, він поступово затоплюється.
Станом на 2021 рік Костянтинівський вугільний розріз був одним із двох «кладовищ екскаваторів» в Олександрійському районі (інше — Морозівський вугільний розріз), де можна було побачити унікальну кар'єрну техніку, покинуту й частково затоплену: 6-ковшовий роторний екскаватор ЕРШРД-5250 масою 4100 т і висотою понад 30 м та німецький багатоковшовий ланцюговий екскаватор TAKRAF.

## Галерея

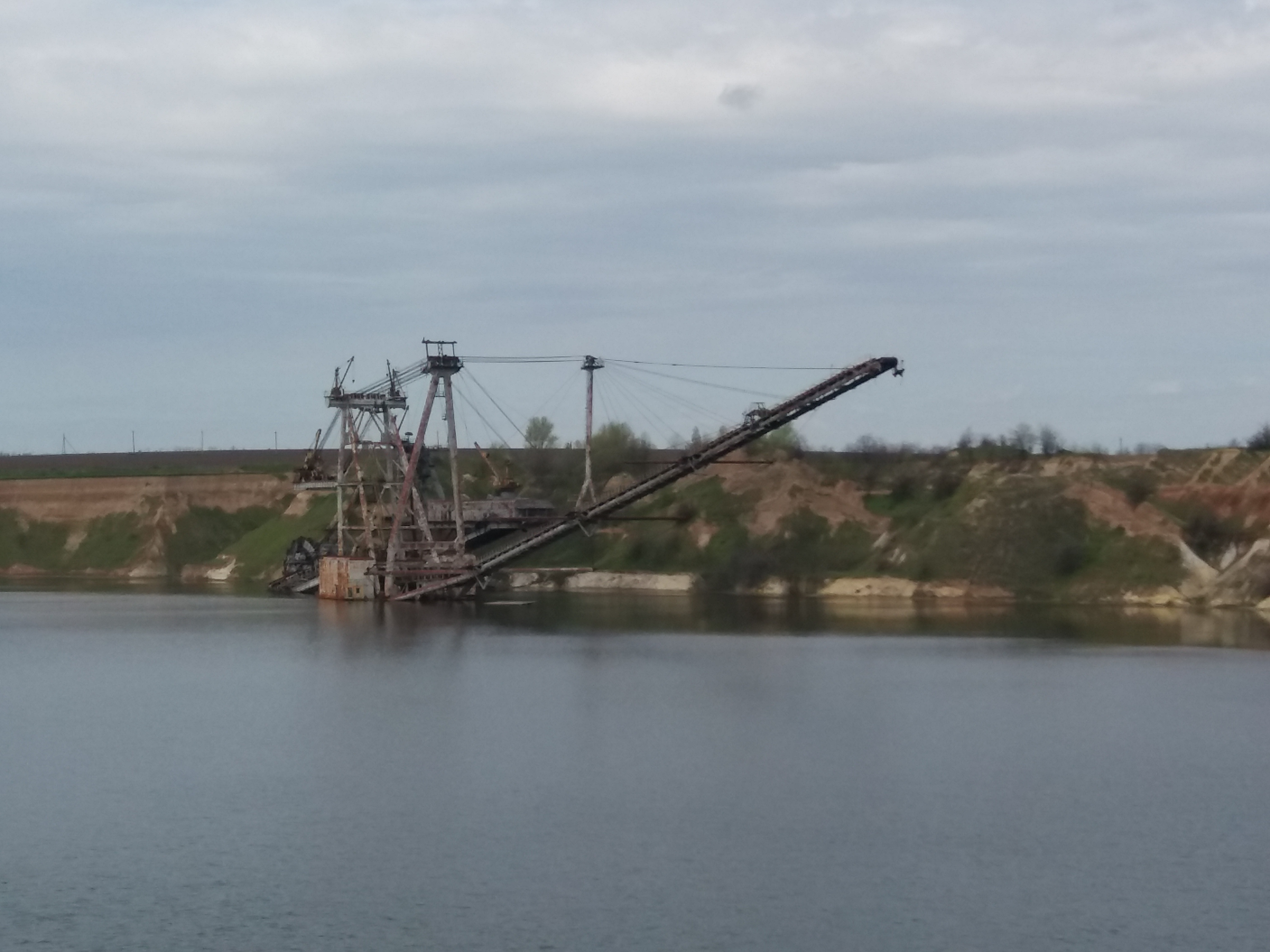
Напівзатоплений кар’єрний екскаватор (травень 2021)
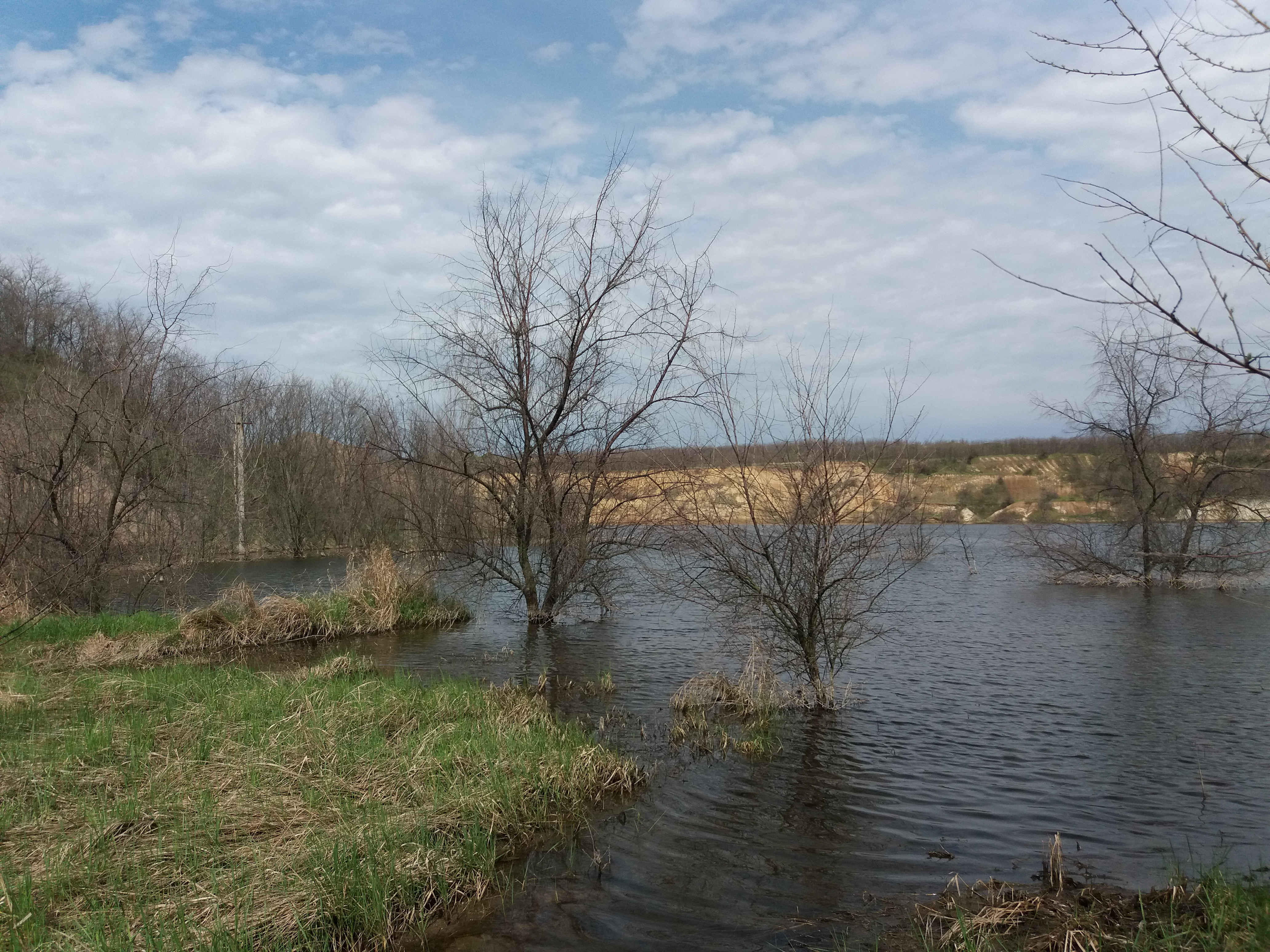
Вид на північний берег кар’єрного озера (травень 2021)